# Němčičky u Hustopečí

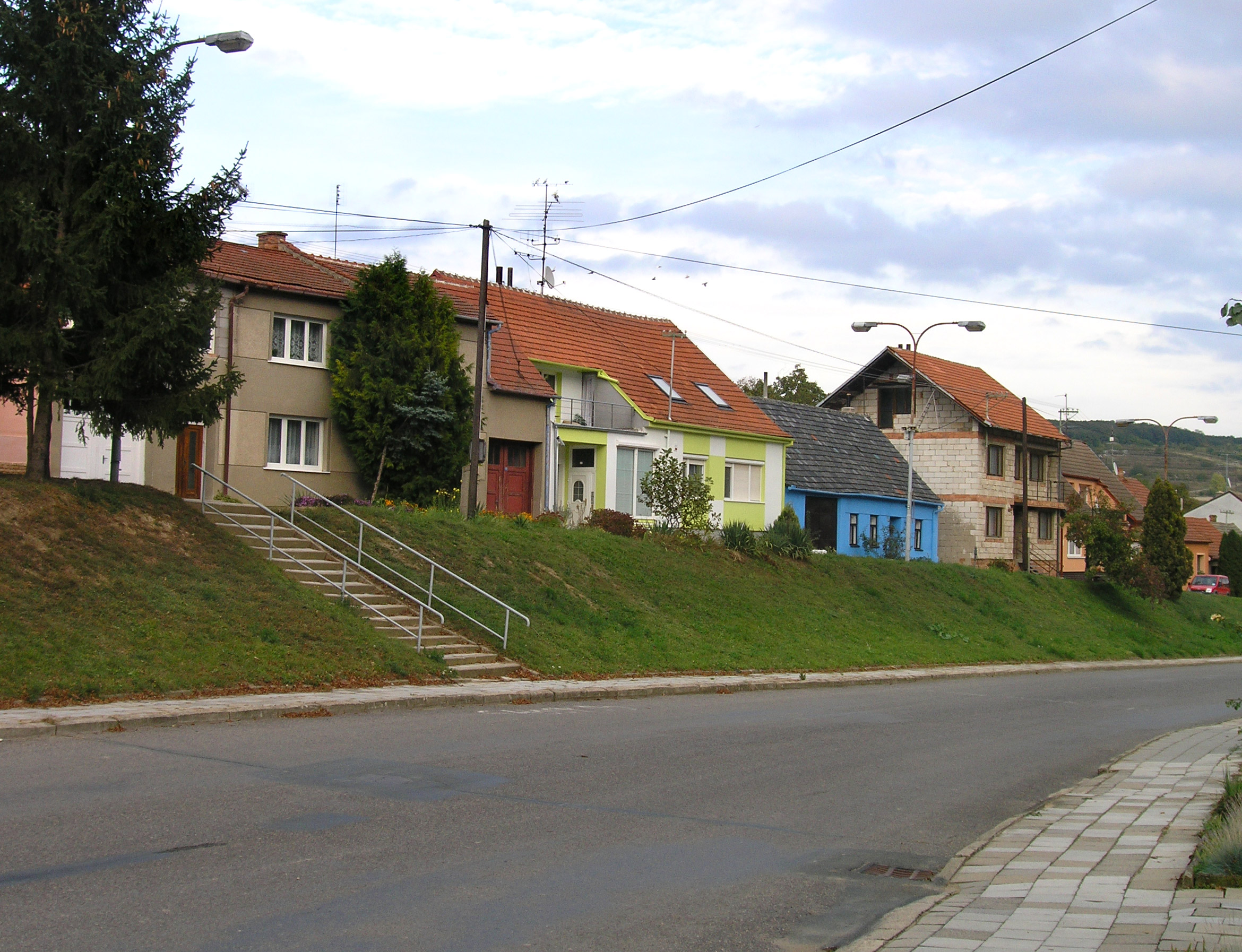
Němčičky

Němčičky (deutsch Klein Niemtschitz, früher Ober Niemtschitz) ist eine Gemeinde in Tschechien. Sie liegt sechs Kilometer östlich von Hustopeče und gehört zum Okres Břeclav.

## Geographie
Das von Weinbergen umgebene Dorf befindet sich in den südwestlichen Ausläufern des Ždánický les (Steinitzer Wald). Im östlichen Teil des Ortes entspringt der Bach Němčický potok, westlich von Němčičky liegt die Quelle der Pradlenka und im Süden das Tal der Trkmanka. Im Norden erhebt sich der Dlouhý kněžský vrch (316 m), östlich der Horní ochozy (328 m) und die Kraví hora, südwestlich die Tabulka (297 m).
Nachbarorte sind Boleradice im Norden, Morkůvky und Brumovice im Nordosten, Kobylí im Osten, Vrbice und Bořetice im Südosten, Velké Pavlovice im Süden, Starovičky im Südwesten, Hustopeče im Westen sowie Horní Bojanovice im Nordwesten.

## Geschichte
Die erste schriftliche Erwähnung von Nyempczicz erfolgte 1349 in der Brünner Landtafel als Besitz von Čeněk und Levík von Boleradice und Klobouk. Levík, der auch Besitzer von Morkůvky war, verwendete ab 1350 das Prädikat z Němčiček. Der Name des Ortes ist wahrscheinlich auf die deutsche Kolonisation zurückzuführen. Weitere Besitzer waren zwischen 1433 und 1490 die Vladiken von Zástřizl. Eliška von Zástřizl verkaufte 1490 ihren Anteil an Jan von Pottenstein, der dadurch Mitbesitzer wurde. 1542 begann eine Zeit häufiger Besitzerwechsel. Němčičky gehörte nacheinander den Pernsteinern, der Stadt Brünn, dem böhmischen Oberhofmarschall Pertolt von Leipa, den Herren von Boskowitz und Čeněk von Leipa. Dieser schloss das Dorf 1583 an die vereinigte Herrschaft Hodonín-Pavlovice an. Nach der Schlacht am Weißen Berg wurden die Güter konfisziert. Nachfolgende Besitzer waren u. a. die Herren von Žampach und Pottenstein, Friedrich Graf von Oppersdorff, Johann Adam I. von Liechtenstein und Jan Graf Czobor de Czoborszentmihály. 1762 erwarben die Habsburger den Besitz. Im Jahre 1763 hatte das Dorf 346 Einwohner. Eine Schule ist seit 1800 nachweisbar.
Nach der Aufhebung der Patrimonialherrschaften bildete Malé Němčice eine Gemeinde im Bezirk Hustopeče. 1893 entstand ein neues Schulhaus, das 1927 erweitert wurde. 1930 lebten 814 Menschen in dem Dorf. Seit 1961 gehört Němčičky zum Okres Břeclav. In der Umgebung erfolgten in den 1970er Jahren Erkundungsbohrungen auf Erdöl und Erdgas, die bis in 5 Kilometer Tiefe gingen. Die dabei vorgefundene Lagerstätte wurde jedoch nicht weiter erschlossen. Traditionell werden um Němčičky Wein und Aprikosen angebaut.

## Gemeindegliederung
Für die Gemeinde Němčičky sind keine Ortsteile ausgewiesen.

## Sehenswürdigkeiten
- Kirche Mariä Heimsuchung, erbaut 1678
- Kapelle des hl. Florian, südöstlich über dem Dorf
- Kapelle des hl. Antonius
- Kapelle des göttlichen Herzen
- Kraví hora mit 14 m hohem hölzernen Aussichtsturm
- Naturreservate Růžený, Nosperk, Jesličky und Zázmoníky, mit Standorten des Speierling und weiterer geschützter Pflanzenarten, nordöstlich des Dorfes